# Roland Mall
Roland Mall (* 17. April 1951 in Stuttgart; † 7. April 2025 ebenda) war ein deutscher Fußballspieler. Der Mittelfeldspieler absolvierte von 1971 bis 1975 beim VfB Stuttgart 58 Ligaspiele in der Fußball-Bundesliga. Danach war er in der 2. Fußball-Bundesliga bis 1981 in insgesamt 186 Spielen mit 21 Toren unterwegs.

## Laufbahn

### VfB Stuttgart, bis 1976
Mall spielte bereits in der Jugend beim VfB und danach in dessen Amateurmannschaft. Nach der Meisterschaft 1970/71 in der 1. Amateurliga Nordwürttemberg zog er mit seinen Mannschaftskameraden unter Trainer Karl Bögelein in das Endspiel um die deutsche Amateurmeisterschaft ein. Titelverteidiger SC Jülich 1910 setzte sich aber mit Trainer Martin Luppen mit 1:0 erneut durch. Zur neuen Saison 1971/72 wurden die bisherigen Amateure Karl Berger, Wolfgang Frank, Gerd Komorowski und Mall in den Lizenzspielerkader übernommen. Mall debütierte am 6. Mai 1972 bei einem 1:1-Heimremis gegen den 1. FC Köln in der Bundesliga. Er wurde in der 79. Minute von seinem vorherigen Amateurtrainer Bögelein – Branko Zebec war am 19. April 1972 abgelöst worden – für Hans Ettmayer eingewechselt. Unter dem neuen Trainer Hermann Eppenhoff steigerte er dann in den nächsten zwei Runden (1972/73, 1973/74) seine Einsatzzahlen auf 51 Bundesligaspiele. Überragt wurde die Saison 1973/74 – Mall hatte in der Bundesliga 31 Spiele bestritten – aber durch die imponierenden Auftritte im UEFA-Pokal. Über die Vereine Olympiakos Nikosia, Tatran Presov, Dynamow Kiew und Vitoria Setubal spielten sich Mall und Kollegen bis in das Halbfinale im April 1974 gegen Feyenoord Rotterdam durch. Dabei war der 3:0-Heimerfolg am 12. Dezember 1973 gegen Kiew mit deren Leistungsträgern Oleh Blochin und Jewgeni Rudakow nach der 0:2-Hinspielniederlage, eine große Überraschung. Mall lief dabei auch bei der 1:2-Hinspielniederlage in Rotterdam auf, wo er auf Spitzenspieler wie Wim Rijsbergen, Wim Jansen, Theo de Jong und Willem van Hanegem in der Mannschaft von Trainer Wiel Coerver traf. Mit einem 2:2 in Stuttgart zog Feyenoord in das Finale ein und setzte sich dann auch gegen Tottenham Hotspur durch. Als der VfB 1974/75 unerwartet in die 2. Liga abstieg, war Mall lediglich in fünf Ligaspielen noch zum Einsatz gekommen und hatte am 7. Dezember 1974 beim VfR Heilbronn beim 2:2-Heimremis gegen den FSV Mainz 05 in der 2. Bundesliga debütiert. Am Rundenende hatte er für Heilbronn unter Trainer Rudolf Faßnacht und an der Seite von Mitspielern wie Karl Hrynda, Reinhold Fanz, Klaus Kubasik und Manfred Grimm in 21 Ligaspielen acht Tore erzielt. Zur Runde 1975/76 kehrte er wieder zum in die 2. Liga abgestiegenen VfB zurück, spielte aber in einer enttäuschenden Runde lediglich sieben Spiele. Danach kehrte Mall Stuttgart den Rücken und unterschrieb zur Saison 1976/77 in der 2. Bundesliga Gruppe Nord bei Preußen Münster einen neuen Vertrag.

### 2. Bundesliga in Münster und Köln, 1976 bis 1981
Beim Bundesligagründungsmitglied in Münster traf er auf seinen ehemaligen Heilbronner Trainer Faßnacht. Die Preußen wollten unbedingt in die Bundesliga zurück und hatten neben Mall mit Volker Graul, Alfred Seiler und Klaus Wolf zum Erreichen dieses Zieles, kräftig investiert. Im Laufe der Saison stießen noch Ranko Petković, Heino Hansen und Keeper Dietmar Linders zum Preußen-Kader. Die Liga wurde in dieser Ära als „Knüppelliga“ oder auch „Tretmühle“ stigmatisiert. Zur kaum noch vertretbaren Härte gesellte sich bald die nackte Aggression. Es gab mehrere Gründe für die Brutalisierung: Zum einen das finanzielle Engagement der Gönner und Sponsoren, welche aus den abgeleiteten Erwartungshaltungen wie Zentnerlasten auf die Schultern der Spieler drückten. Aber auch der drohende Abstieg aus dem Bundesligaunterhaus bedeutete für die meisten Vereine, dass die mitabgestiegenen Schulden wegen fehlender Einnahmen aus Werbung und Zuschauerzuspruch nicht beglichen werden konnten. Für die Spieler bedeuteten sportliche Statusänderungen des Vereins tiefe Einschnitte und Veränderungen in ihrem Leben. Es gab in den 70er Jahren aber noch eine weitere Ursache für die latente Aggressionsbereitschaft auf dem Fußballfeld. In dieser Zeit sorgte ein Medikament für Furore, von dem bekannt war, dass es die normale Erschöpfungsgrenze überwinden half: Captagon. Dieter Meis, bis 1977 beim SCP aktiv, nannte Ross und Reiter: „Rudi Faßnacht war der Anstifter. Er hatte stets ein ganzes Lager Captagon-Tabletten im Kofferraum seines Autos.“ Am Rundenende belegte Münster den sechsten Rang und für Faßnacht war im Februar 1977 das Aus gekommen, ehe ab April Werner Biskup die Vorbereitungen für die Spielzeit 1977/78 einleitete. Mall hatte 34 von 38 Rundenspielen bestritten (1 Tor) und die Preußen belegten den 6. Rang.
Mit 28:10 Punkten führten die Preußen nach der Hinrunde 1977/78 die Tabelle der 2. Liga Gruppe Nord an, drei Punkte vor Rot-Weiss Essen, je vier Punkte vor Uerdingen, Fortuna Köln, Bielefeld und Tennis Borussia Berlin. Die Rückrunde eröffnete die Biskup-Truppe mit einem 2:0-Heimerfolg vor 30.000 Zuschauern gegen RW Essen und führten jetzt die Tabelle mit fünf Punkten Vorsprung an. Mall hatte in der 86. Minute das 2:0 erzielt. Es schien, als sollte es mit dem Wiederaufstieg endlich klappen. Nach 38 Spieltagen musste Münster sich aber mit dem undankbaren 3. Platz vorliebnehmen und Mall hatte in 25 Ligaspielen drei Tore erzielt. In seinem dritten Jahr bei Preußen Münster, 1978/79, landete er wieder mit seiner Mannschaft auf dem 3. Rang, hatte diese Runde aber lediglich in einem von 38 Ligaspielen gefehlt und wiederum drei Tore erzielt. Zur Saison 1979/80 nahm er ein Angebot von SC Viktoria Köln an und wechselte in die rheinische Domstadt.
Das Team von Trainer Ernst-Günter Habig hatte den Spielerkader neben Mall noch durch die weiteren Neuzugänge wie Bernd Helmschrot, Klaus Albert, Rainer Joachimsmeier, Reinhard Schmitz und Frank-Michael Schonert verstärkt. Die Elf aus Höhenberg startete mit 0:4 Punkten in die Runde, kam dann aber ins Laufen und belegte nach der Hinrunde mit 21:17 Punkten den 8. Rang. Mall war von Beginn an als Stammspieler neben den Strategen Bernhard Hermes und Jürgen Jendrossek gesetzt. Mit einem 2:2-Auswärtsremis beim Lokalrivalen SC Fortuna Köln beendete man am 31. Mai 1980, auf dem 4. Rang rangierend, die Runde. Mall hatte in 34 Ligaspielen vier Tore erzielt. In seinem zweiten Jahr belegte die Viktoria den 11. Rang und konnte sich damit nicht für die eingleisige 2. Bundesliga ab der Saison 1981/82 qualifizieren. Mall hatte in 28 Ligaeinsätzen zwei Tore erzielt.
In späteren Jahren durchlief er die Ausbildung zum A-Lizenz-Fußballtrainer und war im schwäbischen Amateurbereich tätig, unter anderem beim TSF Ditzingen. Er spielte über Jahre nach seiner Rückkehr nach Stuttgart noch in der VfB-Traditionsmannschaft.